# Duitama
Duitama é um município da Colômbia, localizado no departamento de Boyacá, Colômbia situado no centro-leste, na região do Alto Chicamocha. 
Duitama é a capital da província de Tundama. Ele é conhecido como a Capital Civic Boyaca e "Pérola de Boyacá". É o mais importante no leste da Colômbia para estar no Norte Central Tronco transportador terrenos portuários, e é um ponto estratégico de relações industriais e comerciais na região.
Sua localização estratégica na cabeça da província de Tundama e parte fundamental do corredor industrial das quatro províncias para desenvolver ainda mais o Departamento de Boyaca (West, Central Province, Tundama e Sugamuxi), bem como seus pontos fortes na produção e as suas tradições históricas , refletido principalmente na sua, histórico, património natural e paisagístico e cultural na prestação e na tradição dos serviços educacionais, eles permitiram que ele se torne a cidade mais alta patente da província e centro de desenvolvimento regional.5

É limitado ao norte pelo departamento de Santander, Municípios Charala e Encino; ao sul com os municípios de Tibasosa e Paipa; pelo leste com os municípios de Santa Rosa de Viterbo e Belém; e pelo oeste com o município de Paipa.